# ドゥブル橋
ドゥブル橋（Pont au Double）は、フランスのパリ、セーヌ川に架かる橋である。4区のシテ島と5区のモンテベロ河岸通りを結んでいる。名前は騎乗で渡るのに徒歩の2倍（ドゥブル）の通行料が必要だったことからとられた。
起源は1625年で、当初は市立病院橋と呼ばれていた。木造で二つのアーチを持っていたこの橋の上に市立病院の病室が建てられていたためである。1633年、1709年に崩落、1772年に火災を原因として架け替えが行なわれている。現在の姿になったのは1847年のことである。

## 交通
- メトロ4号線 シテ駅下車

## 隣の橋
（上流）トゥルネル橋―アルシュヴェシェ橋―ドゥブル橋―プティ・ポン―サン・ミッシェル橋（下流）